# A Heap of Broken Images
A Heap of Broken Images es el álbum de estudio debut del dúo estadounidense de producción de hip hop Blue Sky Black Death. Fue lanzado por Mush Records en 2006.Mush Records
El título del álbum proviene del poema de T. S. Eliot La tierra baldía ("Un montón de imágenes rotas, donde golpea el sol, y el árbol muerto no da refugio, el grillo no hay alivio").

## Lista de canciones
| Disco 1 |                                  |          |  |
| N.º     | Título                           | Duración |  |
| 1.      | «Skies Open»                     | 4:33     |  |
| 2.      | «Days Are Years»                 | 6:02     |  |
| 3.      | «Chloroform»                     | 3:34     |  |
| 4.      | «Not Here»                       | 4:34     |  |
| 5.      | «They Came Around»               | 3:20     |  |
| 6.      | «Dream of Dying»                 | 5:04     |  |
| 7.      | «From Sun's Angle»               | 3:33     |  |
| 8.      | «Rap Creature Land»              | 3:34     |  |
| 9.      | «Heroin for God»                 | 4:33     |  |
| 10.     | «Guilty Ones»                    | 1:14     |  |
| 11.     | «The Dead Tree Gives No Shelter» | 2:39     |  |
| 12.     | «Still Asleep»                   | 2:01     |  |

| Disco 2 |                                                                  |          |  |
| N.º     | Título                                                           | Duración |  |
| 1.      | «Engage My Words» (con Jus Allah, Wise Intelligent, y Sabac Red) | 4:08     |  |
| 2.      | «Street Legends» (con A-Plus y Pep Love)                         | 4:21     |  |
| 3.      | «Floor Chalk (Best Reprise)» (con Guru y Chief Kamachi)          | 3:33     |  |
| 4.      | «Scriptures» (con Lil' Sci)                                      | 4:37     |  |
| 5.      | «Long Division» (con Rob Sonic y Mike Ladd)                      | 6:41     |  |
| 6.      | «I Catch Fire» (con Holocaust)                                   | 6:24     |  |
| 7.      | «Grimey Styles» (con Myka 9)                                     | 4:19     |  |
| 8.      | «Brain Cells» (con Virtuoso)                                     | 4:09     |  |
| 9.      | «Everything» (con Awol One)                                      | 6:01     |  |
| 10.     | «It Wasn't White»                                                | 2:06     |  |